# 圣友尔苏士主教座堂
圣友尔苏士主教座堂（St. Ursenkathedrale）是天主教巴塞尔教区的主教座堂，在瑞士西北部城市索洛图恩。
这座教堂供奉古代殉道者圣友尔苏士和维多，于中世纪早期兴建在城墙外的墓地，1762年兴建目前的古典主义教堂，1773年完成。其66米高的洋葱圆顶，可供登高望远。